# البيوقراطية على مستوى الشارع

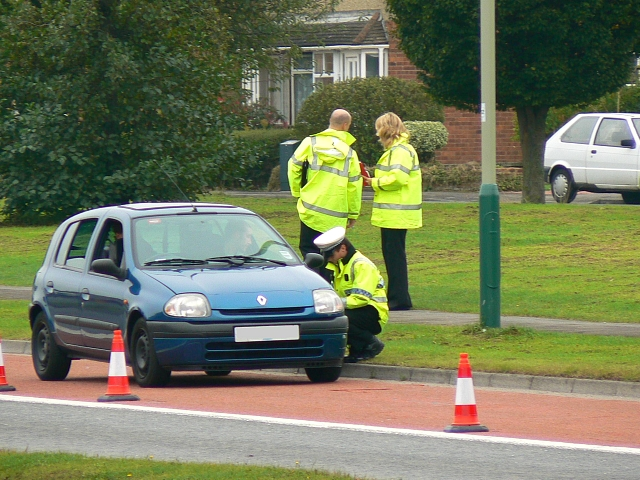
ضباط شرطة يقومون باقاف سائق عربة للتحقق من وثائقها في نقطة تفتيش عشوائية.

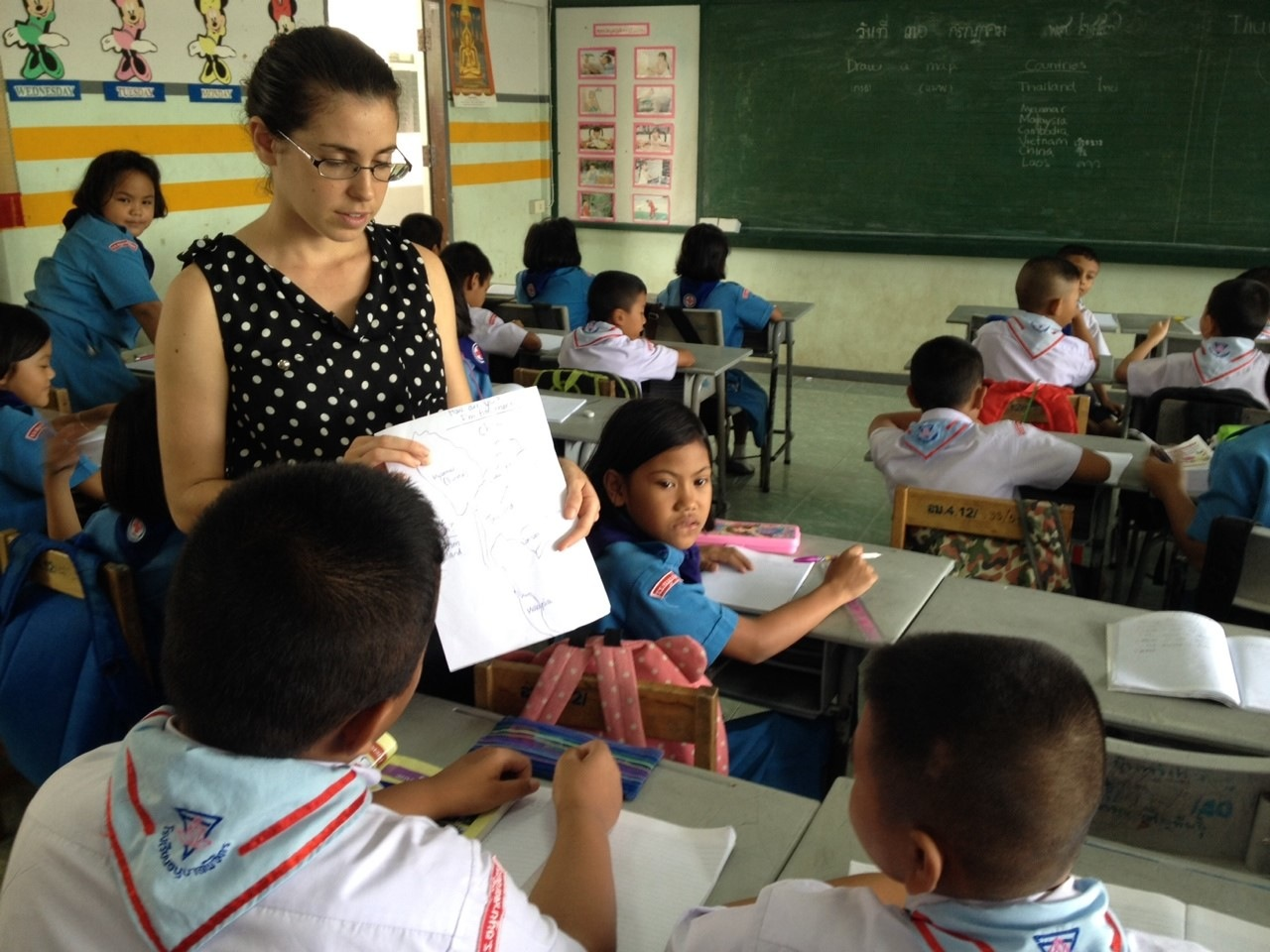
معلمة مدرسة ابتدائبة تقوم بإرشاد طلابها.

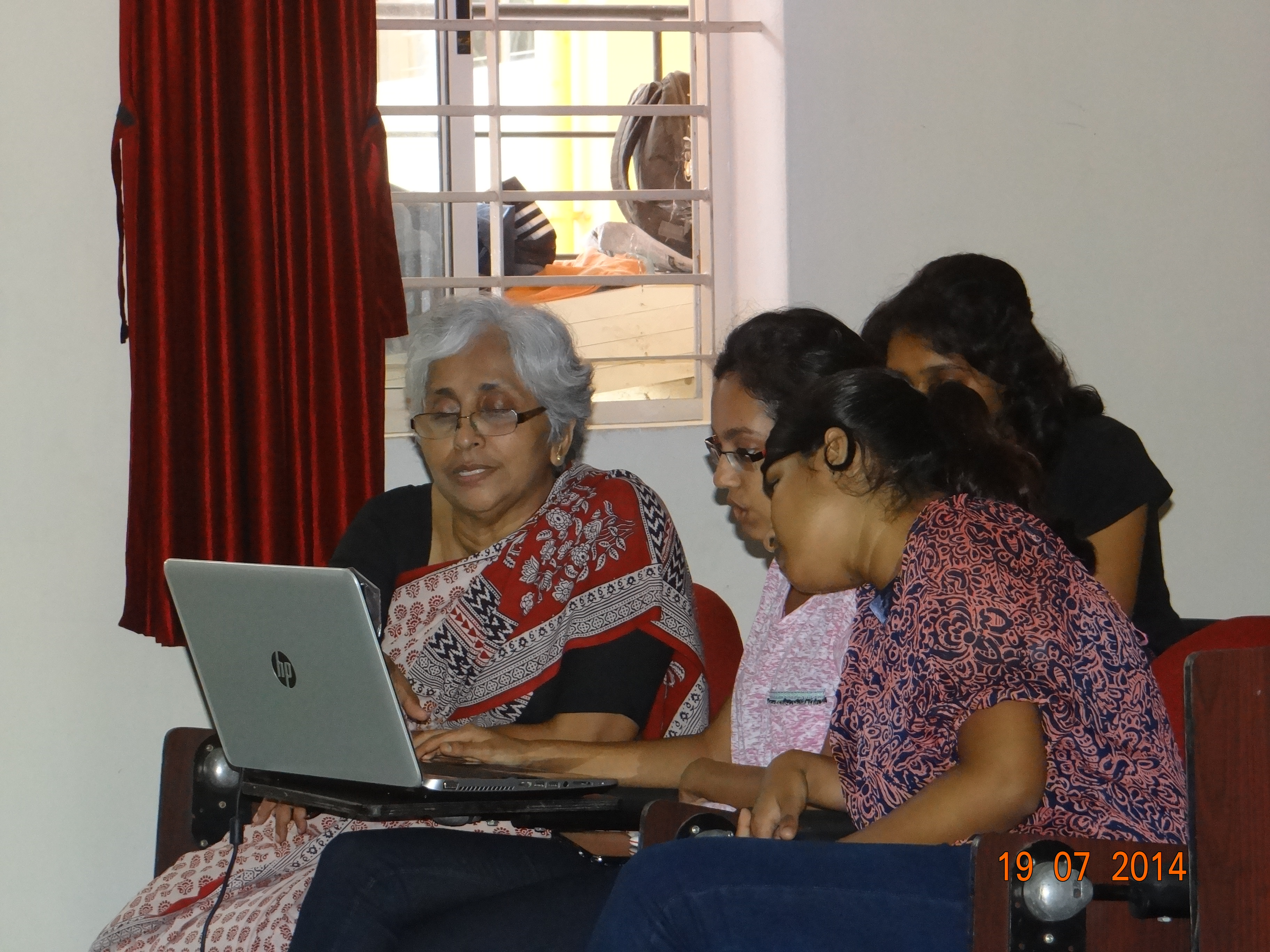
ناشطة اجتماعية في الهند تعلم زبائنها كيفية استخدام الحاسوب المحمول. تُظهر لهم كيفية تحرير موسوعة ويكيبيديا على الإنترنت كتمرين.

البيروقراطية على مستوى الشارع هي مجموعة فرعية لوكالة عامة أو مؤسسة حكومية حيث يعمل فيها الموظفون المدنيون الذين لديهم اتصال مباشر مع أفراد من العامة.,حيث يقوم موظفوا الخدمة المدنية على مستوى الشارع بتنفيذ أو إنفاذ الإجراءات المطلوبة بموجب قوانين الحكومة والسياسات العامة ، في مجالات تتراوح بين السلامة والأمن والتعليم والخدمات الاجتماعية . بعض الأمثلة تشمل ضباط الشرطة وحرس الحدود والأخصائيين الاجتماعيين ومعلمي المدارس العامة، وهؤلاء الموظفين لديهم اتصال مباشر بأفراد الجمهور، على عكس الموظفين الحكومين الذين يقومون بتحليل السياسات أو التحليل الاقتصادي ، و لا يجتمعون مع الجمهور، ويعمل البيروقراطيون على مستوى الشارع كحلقة وصل بين واضعي السياسات الحكومية والمواطنين ويقوم هؤلاء الموظفون المدنيون بتنفيذ القرارات السياسية التي يتخذها كبار المسؤولين في الخدمة العامة أو من قبل المسؤولين المنتخبين.
يتفاعل البيوقراطيون على مستوى الشارع والجمهور مع مع الشارع العام حتى انه يتم التفاعل مع الناس بشكل شخصي، على سبيل المثال ضابط الشرطة الذي يتحقق من السائقين المخمورين عند نقاط التفتيش العشوائية أو الموظف الحكومي في وزارة النقل الذي يقوم عملهم على تسهيل إجراءات تسجيل السيارات المباعة للمواطنين مع مع تزويدهم بلوحات الترخيص، أيضا من خلال الاتصالات مثل مركز الاتصالات الحكومي حيث يقوم الموظفون الحكوميون بالرد على الاتصالات الناس يقدمون طلبا للتأمين ضد البطالة أو يستلمونه، أو في المحاكم حيث تم تطبيق الحكومة الالكترونية التقنية التي تعمل بواسطة الشبكة العنكبوتية على سبيل المثال يمكن للمواطن معرفة القوانين الضريبية من خلال الدخول إلى الموقع الرسمي لدائرة الضريبة وسؤال المظوفين الحكوميين بواسطة البريد الإلكتروني.